# Yakuza 6
Yakuza 6: The Song of Life (龍が如く6 命の詩。, littéralement « Comme un dragon 6 : Poème de la vie ») est un jeu vidéo d'action-aventure développé par le Ryū ga Gotoku Studio et édité par Sega, sorti sur PlayStation 4 le 8 décembre 2016 au Japon et en Chine, et le 17 avril 2018 en Amérique du Nord et en Europe. Une version Xbox One et Windows est sortie le 25 mars 2021.
Le titre est basé sur un nouveau moteur de jeu, bénéficiant de nombreuses technologies modernes, et met à profit les capacités de la PlayStation 4, contrairement aux précédents opus qui réutilisaient un moteur de jeu identique depuis Yakuza 5.

## Synopsis
Kazuma Kiryu revient à Kamurocho après que Haruka lui ait donné des informations sensibles sur l'ancien président et chef Yakuza. Haruka avait espéré se retirer de sa vie d'idole et retourne à l'orphelinat. Lorsque l'un des patriarches du clan Tojo met le feu à l'orphelinat et blesse gravement Haruka qui sera hospitalisée, Kiryu est obligé de se battre une dernière fois pour protéger le clan Tojo et sa fille adoptive, sachant que ses rivaux cherchent à réformer le clan de façon sanglante.

## Développement
Yakuza 6 est annoncé le 15 septembre 2015 au Tokyo Game Show pendant la conférence de Sony, exclusivement sur PlayStation 4, avec une date de sortie estimée pour l'automne 2016. Une localisation en chinois traditionnel est annoncée pour la région Asie. Takeshi Kitano prête son image et sa voix à un personnage dans le jeu,.
Le jeu supporte également la PlayStation 4 Pro afin de bénéficier d'une meilleure qualité d'image.
C'est aussi le premier jeu de la série à utiliser le Dragon Engine, qui sera exploité par la suite.

## Commercialisation
Une version de démonstration est mise en ligne le 28 janvier 2016 sur le PlayStation Network pour les acquéreurs de Yakuza Kiwami.
Le jeu a été confirmé en Occident lors du PlayStation Experience 2016, avec une fenêtre de sortie aux horizons de début 2018.